# Rémi Pharamon
 (avril 2012).
Rémi Pharamon est un des personnages principaux de la série policière pour la jeunesse Enquête au collège, créée par Jean-Philippe Arrou-Vignod. Il adore le football, porter des jeans et des baskets. C'est un cancre, mais il n'hésite pas à prendre des risques pour sauver ses amis. Mathilde Blondin, une de ses amies qui est déléguée de classe, est obligée de se battre pour qu'il passe en 3e au conseil de classe de fin d'année.

## Apparitions
Rémi étant un des trois personnages principaux de la saga, il est présent dans tous les titres de la série :
- Le Professeur a disparu
- Enquête au collège
- P.-P. Cul-Vert détective privé
- Sur la piste de la Salamandre
- Le mystère du Loch Ness
- Le Club des inventeurs
- Sa majesté P-P 1 ER
- L'élève qui n'existait pas